# Glenbert Croes
Glenbert Denilson Croes (Oranjestad, Aruba, 17 de junio de 2001) es un jugador de fútbol arubeño que juega como mediocampista para el Nacional de la Primera División de Aruba. Es internacional con la selección de fútbol de Aruba.

## Trayectoria

### RCA
Croes se unió al RCA como sub-14, se convirtió en el jugador más joven del primer equipo del club cuando hizo su debut senior en mayo de 2016, a la edad de 14 años, 307 días en el  Primera División de Aruba Playoffs 2015-16.

### Academia Rey
En 2023 Glenbert Croes regresa al Academia Rey en la Liga FUTVE 2. Primera Fase. Croes perteneció a la cantera del Academia Rey desde 2020 hasta el año 2021.

### Nacional
El 25 de enero de 2023, terminó segundo en la Copa Betico Croes con Nacional perdiendo 0-1 ante Britannia. En el campeonato de la Primera División de Aruba del 2023-2024 Glenbert Croes regresa al Nacional.

## Selección nacional
Debutó internacionalmente en la selección Sub-20 en un partido contra Granada y anotó gol para su selección en la victoria por 0-3 del Campeonato Sub-20 de la Concacaf de 2018 en Estados Unidos.
Hizo su debut absoluto el 22 de marzo de 2019 en una derrota por 3-2 contra Santa Lucía en las rondas de clasificación de la Liga de Naciones de la Concacaf, asegurando su lugar en la Liga B.
El 15 de noviembre de 2019, Croes anotó su primer gol para Aruba en una derrota por 4-2 ante Guyana.

### Goles internacionales
| N.º | Fecha                   | Sede                                                                                                   | Adversario   | Gol  | Resultado | Competencia                         |
| --- | ----------------------- | --- | ------------ | ---- | --------- | ----------------------------------- |
| 1.  | 15 de noviembre de 2019 | Instalación de pista y campo sintético, Leonora, Guyana                                                | Guyana       | 1 –0 | 2–4       | 2019-20 CONCACAF Liga de Naciones B |
| 2.  | 24 de noviembre de 2022 | Instalación de pista y campo sintético, Estadio Rignaal 'Jean' Francisca, Willemstad, Curazao          | Curazao      | 2 –2 | 5–3       | 2022 Torneo ABCS                    |
| 3.  | 20 de noviembre de 2023 | Instalación de pista y campo sintético, Stadion Estadio Guillermo Próspero Trinidad, Oranjestad, Aruba | Islas Caimán | 1 –2 | 5–1       | 2023-24 CONCACAF Liga de Naciones C |